# 法屬玻里尼西亞經濟
法屬玻里尼西亞是已開發經濟體，服務業佔其經濟總量的約75%。法屬玻里尼西亞的人均GDP約有2.2萬美元，是太平洋區域最高水準。法屬玻里尼西亞的貨幣是太平洋法郎（CFP）。2016年，太平洋法郎的匯率約是1美元兌換110.2太平洋法郎。